# Anthony Epstein
Michael Anthony Epstein CBE (Londres, 18 de mayo de 1921 - 6 de febrero de 2024) fue un virólogo inglés. En 1964, junto con sus colaboradores Yvonne M. Barr y Bert G. Achong, descubrió lo que luego sería el virus de Epstein-Barr en cultivos celulares de linfoma de Burkitt africano.

## Vida y obra
Epstein estudió en St. Paul's School, Londres Trinity College, Cambridge University y Middlesex Hospital Medical School. Fue profesor de Patología en la Universidad de Bristol de 1968 a 1985, donde fue Jefe de Departamento hasta 1983. En 1973 recibió el premio Paul Ehrlich y Ludwig Darmstaedter. En 1979 se convirtió en miembro de la Royal Society of London. De 1986 a 1991 fue vicepresidente de la Royal Society.
En 1985 fue nombrado Comandante del Imperio Británico y en 1991 fue nombrado caballero. En 1983 recibió la Medalla Leeuwenhoek de la Royal Society y en 1988 un Premio Internacional de la Fundación Gairdner. Desde 1989 es miembro de la Academia Europaea.

## Estudios de linfoma de Burkitt
Epstein fue la primera persona en proponer que el linfoma de Burkitt era un cáncer causado por un virus. Al escuchar una conferencia dada por Denis Parsons Burkitt en 1961 sobre este cáncer recién descrito, Epstein cambió su enfoque de investigación de virus que causan cáncer en pollos a buscar un origen viral del linfoma de Burkitt. Después de más de dos años de trabajar con células tumorales de los pacientes de Burkitt y, posteriormente, trabajar para aislar un virus de ellas, finalmente se descubrió el virus de Epstein-Barr en febrero de 1964.